# عایاش (آنکارا)
عایاش (به ترکی استانبولی: Ayaş) یک شهر در ترکیه است که در استان آنکارا واقع شده‌است. عایاش ۹۱۰ متر بالاتر از سطح دریا واقع شده‌است.